# Теорема Эрдёша — Галлаи
Теорема Эрдёша — Галлаи (критерий Эрдёша — Галлаи) — утверждение в теории графов, задающее условие, при котором конечной последовательности натуральных чисел можно сопоставить степени вершин некоторого графа.
Такие последовательности чисел называются графическими. Теорема доказана венгерскими математиками Палом Эрдёшем и Тибором Галлаи (венг. Gallai Tibor) в 1960 году.

## Формулировка
Для формулировки утверждения вводятся следующие определения:
- правильная последовательность — последовательность натуральных чисел длины {\displaystyle n}, удовлетворяющая следующим условиям:
  1. {\displaystyle n-1\geq d_{1}\geq d_{2}\geq \ldots \geq d_{n}},
  2. {\displaystyle \sum _{i=1}^{n}d_{i}} — чётное число;
- графическая последовательность чисел — последовательность {\displaystyle (d_{1},d_{2},\ldots ,d_{n})} целых неотрицательных чисел такая, что существует граф, последовательность степеней вершин которого совпадает с ней.

Теорема утверждает, что правильная последовательность {\displaystyle (d_{1},d_{2},\ldots ,d_{n})} является графической тогда и только тогда, когда для каждого {\displaystyle k}, {\displaystyle 1\leq k\leq n-1}, верно неравенство:
{\displaystyle \sum _{i=1}^{k}{{d_{i}}\leq k(k-1)}+\sum _{i=k+1}^{n}{\min\{k,{d_{i}}}\}}.

## Алгоритмизация
Построить граф по графической последовательности можно полиномиальным алгоритмом, который строится на основании критерия Гавела — Хакими.